# لي الكسندر (لاعبة كرة قدم)
لي الكسندر (بالإنجليزية: Lee Alexander)‏ هي لاعبة كرة قدم بريطانية، ولدت في 23 سبتمبر 1991 في روثرجلين ‏ في المملكة المتحدة. لعبت مع Mallbackens IF ‏.

## وصلات خارجية
- لي الكسندر على موقع الاتحاد الدولي (مؤرشف)  (الإنجليزية)
- لي الكسندر على موقع الاتحاد الأوربي (الإنجليزية)
- لي الكسندر على موقع الاتحاد الإسكتلندي (الإنجليزية)
- لي الكسندر على موقع قاعدة بيانات كرة القدم.إي يو (الإنجليزية)
- لي الكسندر على موقع Soccerway.com (الإنجليزية)
- لي الكسندر على موقع عالم كرة القدم.نت (الإنجليزية)